# الإسلام في أوزبكستان
الإسلام هو الدين السائد في أوزبكستان. اعتمدت العادات الإسلامية على نطاق واسع من قبل النخبة الحاكمة، وأنها بدأت رعاية العلماء والفاتحين مثل محمد البخاري والترمذي واسماعيل ساماني والبيروني وابن سينا وتيمورلنك وأولوغ بيك وظهير الدين بابر. على الرغم من هيمنته وتاريخه، فإن ممارسة الإسلام بعيدة كل البعد عن كونها متجانسة منذ تأسيس جمهورية أوزبكستان الاشتراكية السوفياتية. تم اتباع العديد من المذاهب الإسلامية في جمهورية أوزبكستان اليوم. تنحدر العديد من التقاليد من العصر الزرادشتي، قبل دخول الإسلام إلى البلاد.
دخل الإسلام البلاد بعد فتح بلاد فارس، فلقد تقدم الأحنف بن قيس إلى أعالي نهر جيحون في سنة ثلاثين هجرية، وفي عهد الأمويين تولى أمر خراسان زياد بن أبيه، وغزا المنطقة الجنوبية من التركستان، وفي عهد ولاية سعيد بن عثمان لخرسان، اجتاز نهر جيجون في جنوبي أوزبكستان، فكان أول من اجتاز النهر بقوات إسلامية، وفتح مدينة بيكد، وتقع بين بخارى ونهر جيجون، ثم فتح بخارى صلحاً بعد حصارها في سنة 55هـ، وأغار على سمرقند، ولكن بخارى نقضت العهد فتكرر غزوها.

## التركيبة السكانية
ما يقرب من 90٪ من السكان مسلمون. ويقدر كتاب حقائق وكالة المخابرات المركزية 88٪، معظمهم من السنة. تعتبر البلاد مركزًا ثقافيًا ودينيًا في منطقة آسيا الوسطى.
تشير تقديرات أخرى إلى أن المسلمين يشكلون 87٪ من السكان بينما يتبع 9٪ من السكان المسيحية الأرثوذكسية الروسية، و 4٪ يتبعون ديانات أخرى وغير متدينين. وكان فيها ما يقدر بحوالي 93000 يهودي.
وفقًا لتقرير مركز بيو للأبحاث لعام 2009، فإن سكان أوزبكستان مسلمون بنسبة 96.3٪، حوالي 54٪ يُعرفون بأنهم لا ينتمون لطائفة، و18٪ من أهل السنة والجماعة و 1٪ من الشيعة. ويقول حوالي 11٪ أنهم صوفيون.

## التاريخ

### الإسلام في العصور الوسطى

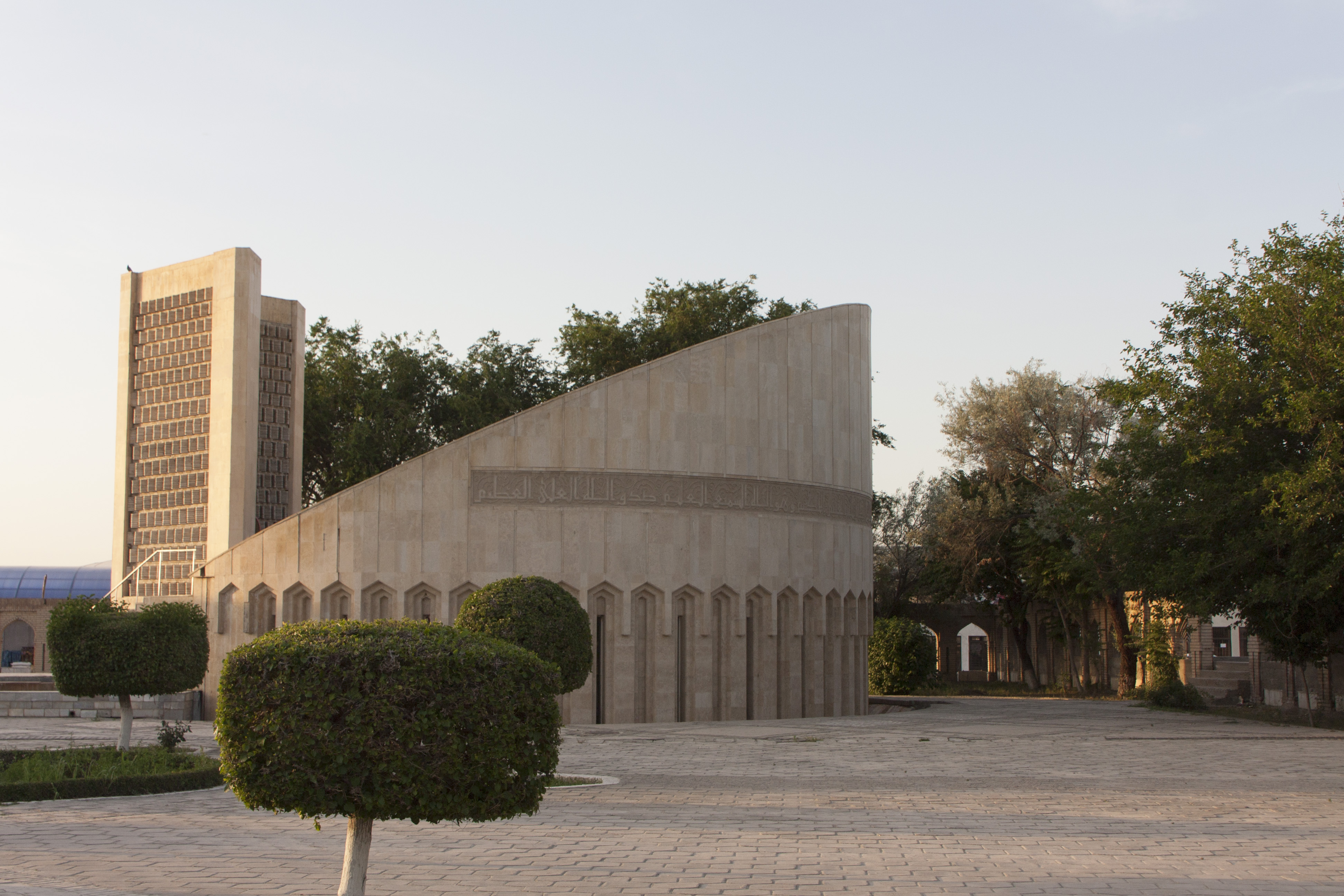
نصب الإمام البخاري

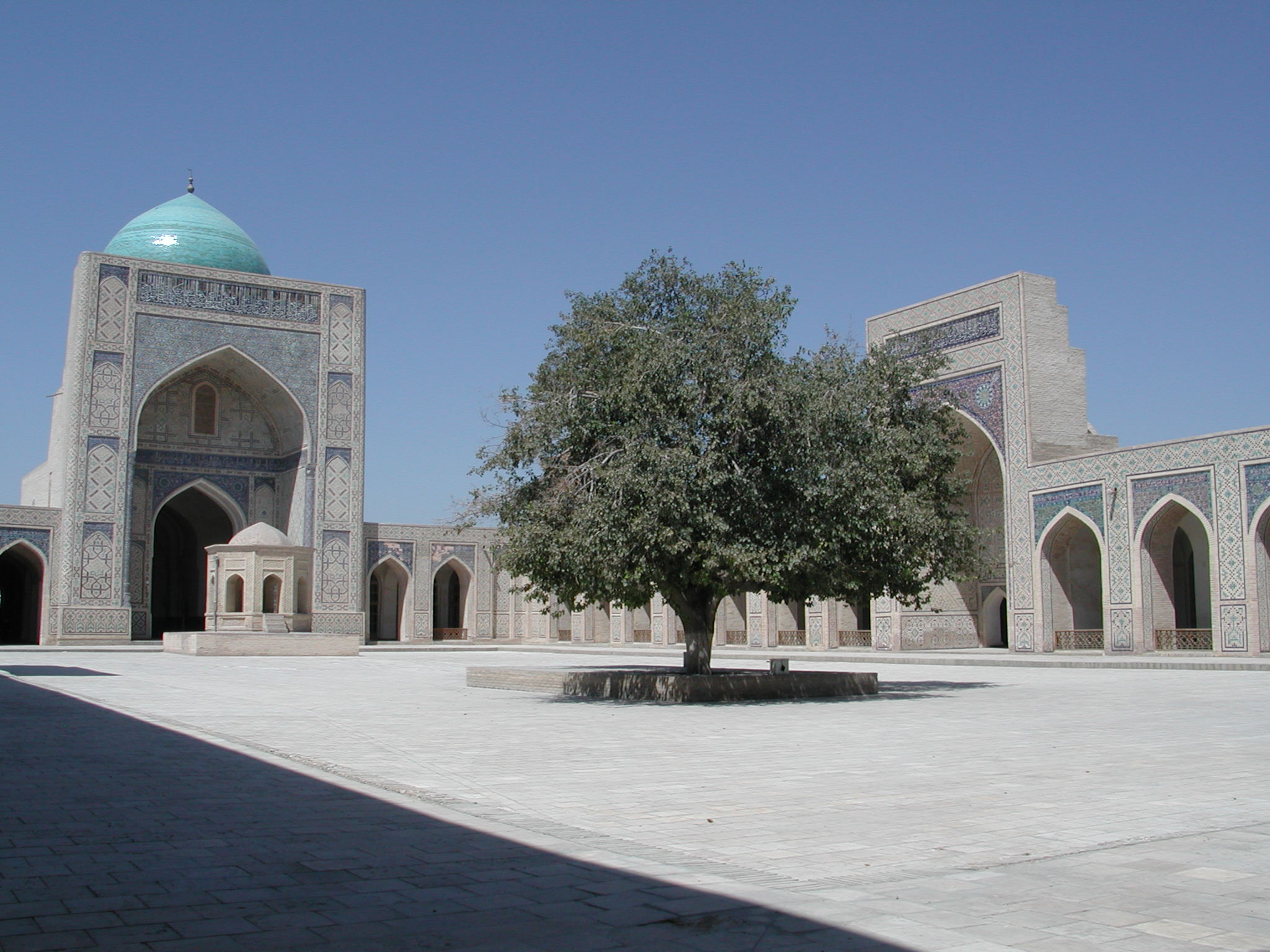
مسجد باي كاليان في بخارى.

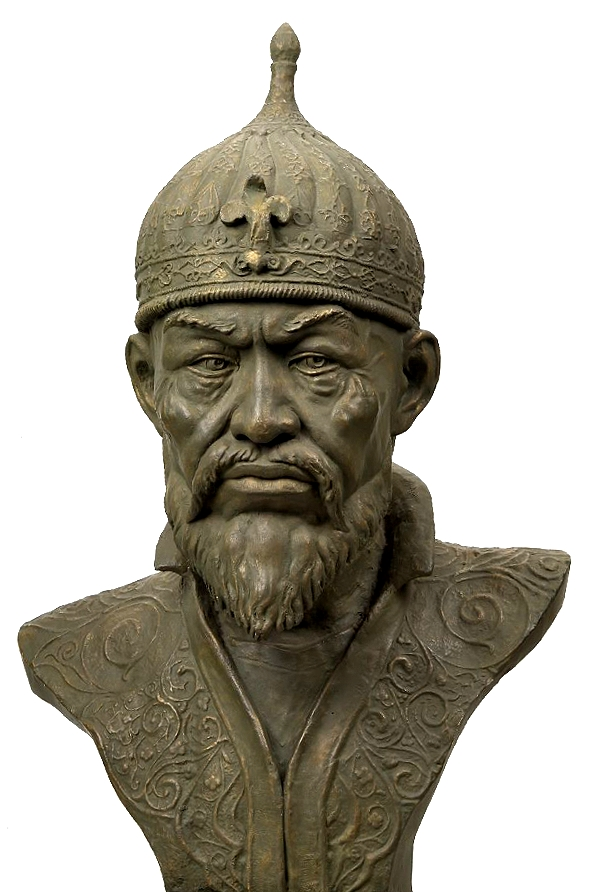
الأمير تيمورلنك، الذي حول كل -تقريبا- قادة سلالة بورجيغين إلى الإسلام

دخل الإسلام إلى أسلاف الأوزبك الحديثة خلال القرن الثامن عندما دخل العرب آسيا الوسطى. ترسخ الإسلام في البداية في الأجزاء الجنوبية من تركستان وانتشر بعد ذلك تدريجيًا شمالًا. ترسخ الإسلام أيضًا بسبب العمل الدعوي الحماسي للحكام السامانيين الإيرانيين حيث قبل عدد كبير من الشعوب التركية الإسلام. أصبحت المنطقة مركزًا عالميًا رائدًا في العلوم والطب والفلسفة والاختراع في فترة العصر الذهبي للإسلام. في القرن الرابع عشر، بنى تيمورلنك العديد من المباني الدينية، بما في ذلك مسجد بيبي خانوم. كما قام ببناء أحد أفضل مبانيه (ضريح خوجة أحمد يسوي الذي أصبح في عام 2002 أول تراث كازاخي معترف به من قبل اليونسكو كموقع للتراث العالمي) وهو صوفي تركي مؤثر نشر الصوفية بين البدو.
من العلماء البارزين من المنطقة المعروفة اليوم باسم أوزبكستان الإمام البخاري الذي يعتبر كتابه صحيح البخاري من قبل المسلمين السنة الأكثر أصالة من جميع مجموعات كتب الحديث وأكثر كتاب موثوق بعد القرآن. ومن بين العلماء المسلمين الآخرين في المنطقة الإمام الترمذي وأبو منصور الماتريدي، الذي كان أحد رواد علماء الفقه الإسلامي، ويعتبر كتاباه موثوقين في هذا الموضوع. في سمرقند، ازدهر تطور العلوم في العالم الإسلامي بشكل كبير، ملوحًا بعصر النهضة التيمورية. يُنظر إلى أعمال علي قوشجي (ت 1474)، الذي عمل في سمرقند ثم إسطنبول، كمثال متأخر على الابتكار في علم الفلك النظري الإسلامي ويعتقد أنه ربما كان له بعض التأثير على نيكولاس كوبرنيكوس بسبب حجج مماثلة تتعلق بدوران الأرض. استمر التقليد الفلكي الذي أنشأته مدرسة مراغة في مرصد أولوغ بيك في سمرقند. أسس المرصد أولوغ بيك في أوائل القرن الخامس عشر، وقد أحرز تقدمًا كبيرًا في علم الفلك الرصدي.

### العصر السوفيتي

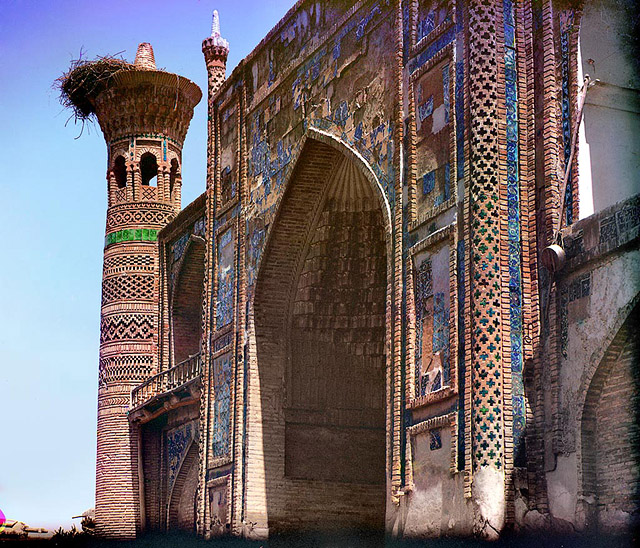
مدرسة في سمرقند (التقطت عام 1911).

التقى المفتي الكبير الذي رأس المجلس بمئات الوفود الأجنبية كل عام بصفته الرسمية، ونشر المجلس مجلة عن القضايا الإسلامية، مسلمو الشرق السوفيتي.[بحاجة لمصدر] ومع ذلك، تم فحص المسلمين العاملين أو المشاركين في أي من هذه المنظمات بعناية من أجل الموثوقية السياسية. علاوة على ذلك، كانت الحكومة ظاهريًا تروج للإسلام من جهة، وتعمل بجد للقضاء عليه من جهة أخرى. رعت الحكومة حملات رسمية مناهضة للدين وشن حملات صارمة على أي تلميح عن حركة أو شبكة إسلامية خارجة عن سيطرة الدولة. تم إغلاق العديد من المساجد.

### ما بعد الاستقلال

#### التسعينات

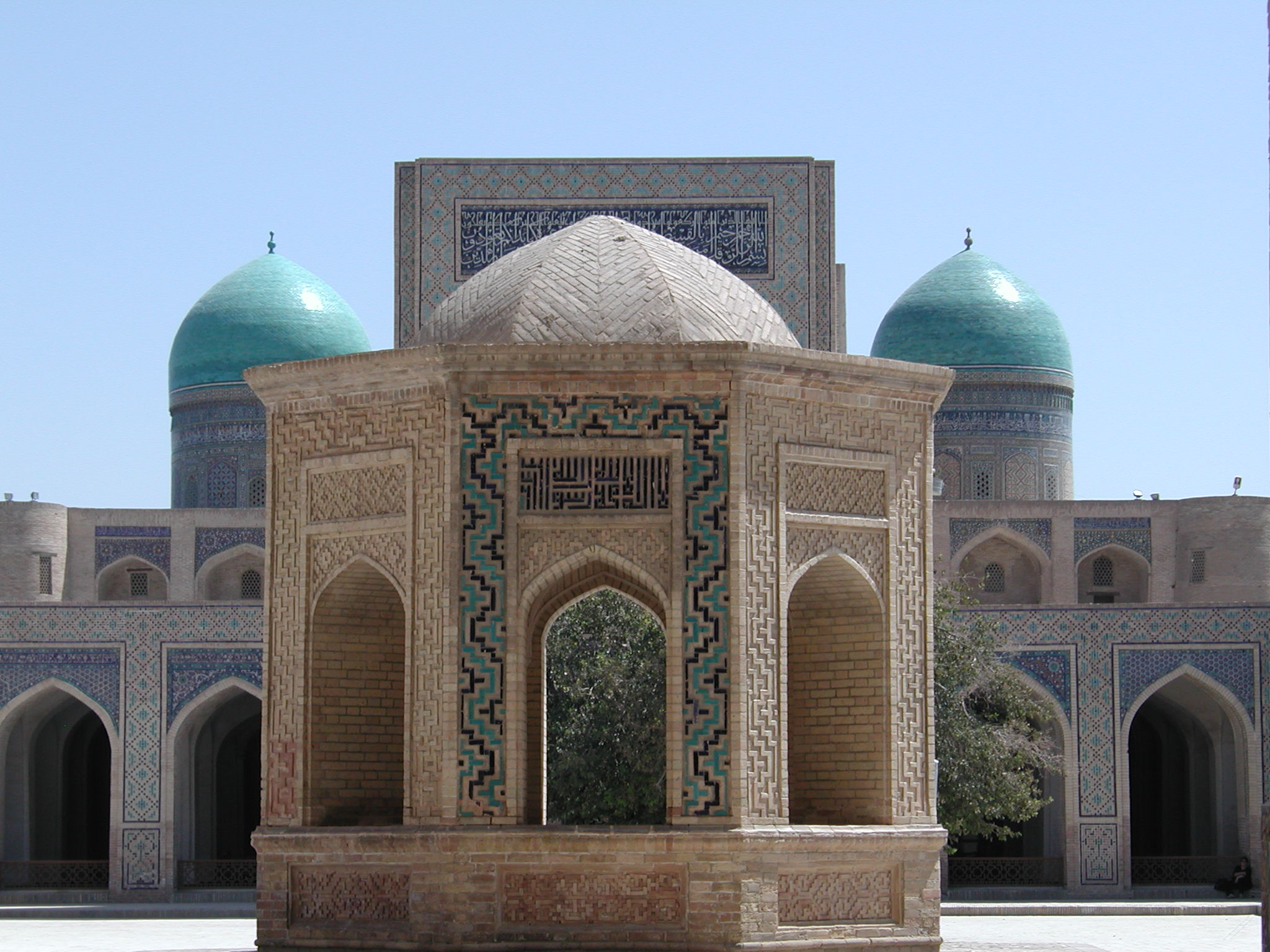
مسجد بخارى.

في أوائل التسعينات مع نهاية السلطة السوفيتية، جاءت مجموعات كبيرة من الدعاة الإسلاميين، معظمهم من المملكة العربية السعودية وتركيا، إلى أوزبكستان لنشر الدعوة الإسلامية. في عام 1992، في بلدة نامانجان، سيطرت مجموعة من الإسلاميين المتعلمين في الجامعات الإسلامية في المملكة العربية السعودية على مبنى حكومي وطالبت الرئيس كريموف بإعلان دولة إسلامية في أوزبكستان وإدخال الشريعة باعتبارها النظام القانوني الوحيد.[بحاجة لمصدر] ومع ذلك، ساد النظام، وضرب في نهاية المطاف بشدة على الجماعات الإسلامية المتشددة، التي فر قادتها فيما بعد إلى أفغانستان وباكستان وقتلوا في وقت لاحق في معارك ضد قوات التحالف. في عامي 1992 و 1993، تم طرد حوالي 50 داعية من المملكة العربية السعودية. واضطر الدعاة الصوفيون أيضًا إلى إنهاء أنشطتهم في البلاد. لكن في الغالب، شهدت السنوات التي أعقبت استقلال أوزبكستان عودة ظهور شكل تقليدي للإسلام. وبحسب مسح للرأي العام أُجري عام 1994، فإن الاهتمام بالإسلام ينمو بسرعة كبيرة. قلة قليلة من الناس في أوزبكستان كانوا مهتمين بشكل من أشكال الإسلام من شأنه أن يشارك بنشاط في القضايا السياسية. وهكذا، يبدو أن السنوات الأولى من الحرية الدينية ما بعد السوفييتية عززت شكلاً من الإسلام يتعلق بالسكان الأوزبكيين بشكل تقليدي وثقافي أكثر من المصطلحات السياسية.

#### عقد 2000
الحكومة ضد حزب التحرير وأتباع بديع الزمان سعيد النورسي التركي.
وتلقي الحكومة اللوم على اضطرابات مايو 2005 في أوزبكستان بهدف الإطاحة بحكومة أوزبكستان لجعلها جمهورية ثيوقراطية في آسيا الوسطى. وقد ألقى الرئيس الأوزبكي إسلام كريموف باللوم على الجماعات الإسلامية المتطرفة، وهي التسمية التي استخدمها لوصف المعارضين السياسيين في السنوات الأخيرة والتي يقول منتقدوه إنها تستخدم ذريعة للحفاظ على الدولة القمعية. نفى حزب التحرير تورطه في الاضطرابات، لكنه أعرب عن تعاطفه وتضامنه مع ضحايا الاضطرابات، وألقى باللوم بحزم على الممارسات القمعية وفساد الحكومة.